# 大順 (張献忠)
大順（だいじゅん）は明代の農民反乱の指導者である張献忠が大西政権を樹立し使用した私年号。1644年旧11月 - 1646年。

## 西暦・干支との対照表
| 大順 | 元年     | 2年               | 3年     |
| 西暦 | 1644年   | 1645年            | 1646年  |
| 干支 | 甲申     | 乙酉              | 丙戌    |
| 明   | 崇禎17年 | -                 | -       |
| 清   | 順治元年 | 順治2年           | 順治3年 |
| 南明 | -        | 弘光元年 隆武元年 | 隆武2年 |